# Albuca pentheri
Albuca pentheri är en sparrisväxtart som först beskrevs av Alexander Zahlbruckner, och fick sitt nu gällande namn av John Charles Manning och Peter Goldblatt. Albuca pentheri ingår i släktet Albuca och familjen sparrisväxter. Inga underarter finns listade i Catalogue of Life.